# Boophis boehmei
Espèce
Statut de conservation UICN

 EN B1ab(iii) : En danger
Boophis boehmei est une espèce d'amphibiens de la famille des Mantellidae.

## Répartition
Cette espèce est endémique de Madagascar. Elle se rencontre entre 400 et 1 500 m d'altitude dans l'est de l'île, depuis Andasibe jusqu'à la réserve spéciale d'Ambohitantely,. 

## Description
Boophis boehmei mesure de 25 à 30 mm pour les mâles, les femelles étant plus grandes (35 mm ?). Son dos est brun avec des barres transversales et de nombreuses petites taches noires. Ses flancs sont tachés de blanc. Son ventre est de couleur crème.

## Étymologie
Cette espèce est nommée en l'honneur de Wolfgang Böhme.

## Publication originale
- Glaw & Vences, 1992 : A Fieldguide to the Amphibians and Reptiles of Madagascar, p. 1-331  (ISBN 3-929449-00-5) (texte intégral).